# Zelotes soulouensis
Zelotes soulouensis FitzPatrick, 2007 è un ragno appartenente alla famiglia Gnaphosidae.

## Etimologia
Il nome della specie deriva dalla località di rinvenimento degli esemplari: Soulou, nel Burkina Faso, e dal suffisso latino -ensis che ne indica l'appartenenza.

## Caratteristiche
Questa specie appartiene al laetus group, la cui peculiarità è che i maschi hanno il bulbo del pedipalpo di forma allungata e l'apofisi mediana retrolaterale genera un embolus che è ricurvo frontalmente.
L'olotipo femminile rinvenuto ha lunghezza totale è di 5,83mm; la lunghezza del cefalotorace è di 2,08mm; e la larghezza è di 1,02mm.

## Distribuzione
La specie è stata reperita nel Burkina Faso centrosettentrionale: l'olotipo femminile è stato rinvenuto nella località di Soulou, nella regione del Centro-Ovest.

## Tassonomia
Al 2016 non sono note sottospecie e dal 2007 non sono stati esaminati nuovi esemplari.